# Ivry-en-Montagne
Ivry-en-Montagne foi uma antiga comuna francesa na região administrativa da Borgonha-Franco-Condado, no departamento de Côte-d'Or. Estendia-se por uma área de 10,83 km². Em 2010 a comuna tinha 182 habitantes (densidade: 16,8 hab./km²).
Em 1 de janeiro de 2016, passou a fazer parte da nova comuna de Val-Mont.